# Баштан (Гомельський район)
Баштан (біл. Баштан; рос. Баштан) — селище в Грабовській сільраді Гомельського району Гомельської області Білорусі.

## Географія

### Розташування
У 32 км на південь від Гомеля, залізнична станція Терюха.

## Населення

### Чисельність
- 2004 — 45 господарств, 101 житель.

### Динаміка
- 1909 — 1 двір, 5 жителів.
- 1926 — 24 двору, 129 жителів.
- 1926 — 54 двору, 170 жителів.
- 2004 — 45 господарств, 101 житель.